# Cerkiew Narodzenia Matki Bożej w Hoszowczyku
Cerkiew Narodzenia Matki Bożej w Hoszowczyku – dawna cerkiew greckokatolicka, zbudowana w 1926, znajdująca się w miejscowości Hoszowczyk.
W 1970 przejęta przez kościół rzymskokatolicki. Pełni funkcję kościoła filialnego pw. Narodzenia Matki Bożej parafii Matki Bożej Bieszczadzkiej w Jasieniu-Ustrzykach Dolnych.

## Historia
Cerkiew wybudowano w roku 1926. Była to pierwsza cerkiew we wsi. Po roku 1951, po kilku próbach odprawienia w niej mszy rzymskokatolickich przez przesiedleńców z okolic Krystynopola, cerkiew została zamknięta. Stała nieużytkowana aż do 1970, kiedy to została zamieniona w kościół rzymskokatolicki. W 2002 przeszła remont, podczas którego pod okapem prezbiterium odkryto duży zapas amunicji z okresu II wojny światowej.

## Architektura i wyposażenie
Cerkiew w Hoszowczyku jest świątynią orientowaną, trójdzielną o konstrukcji zrębowej. Zbudowana została na planie krzyża greckiego. Do prezbiterium przylegają dwie zakrystie. Nad nawą kopuła na ośmiobocznym bębnie. Dachy i kopuła obite blachą.
Wewnątrz w sanktuarium i przedsionku stropy płaskie, w nawie i babińcu pozorne sklepienia zwierciadlane. W świątyni nie zachowały się elementy pierwotnego wyposażenia. Ołtarz główny z ikoną Matki Bożej Dobrej Rady, a boczny ze współczesnym obrazem św. Michała Archanioła.

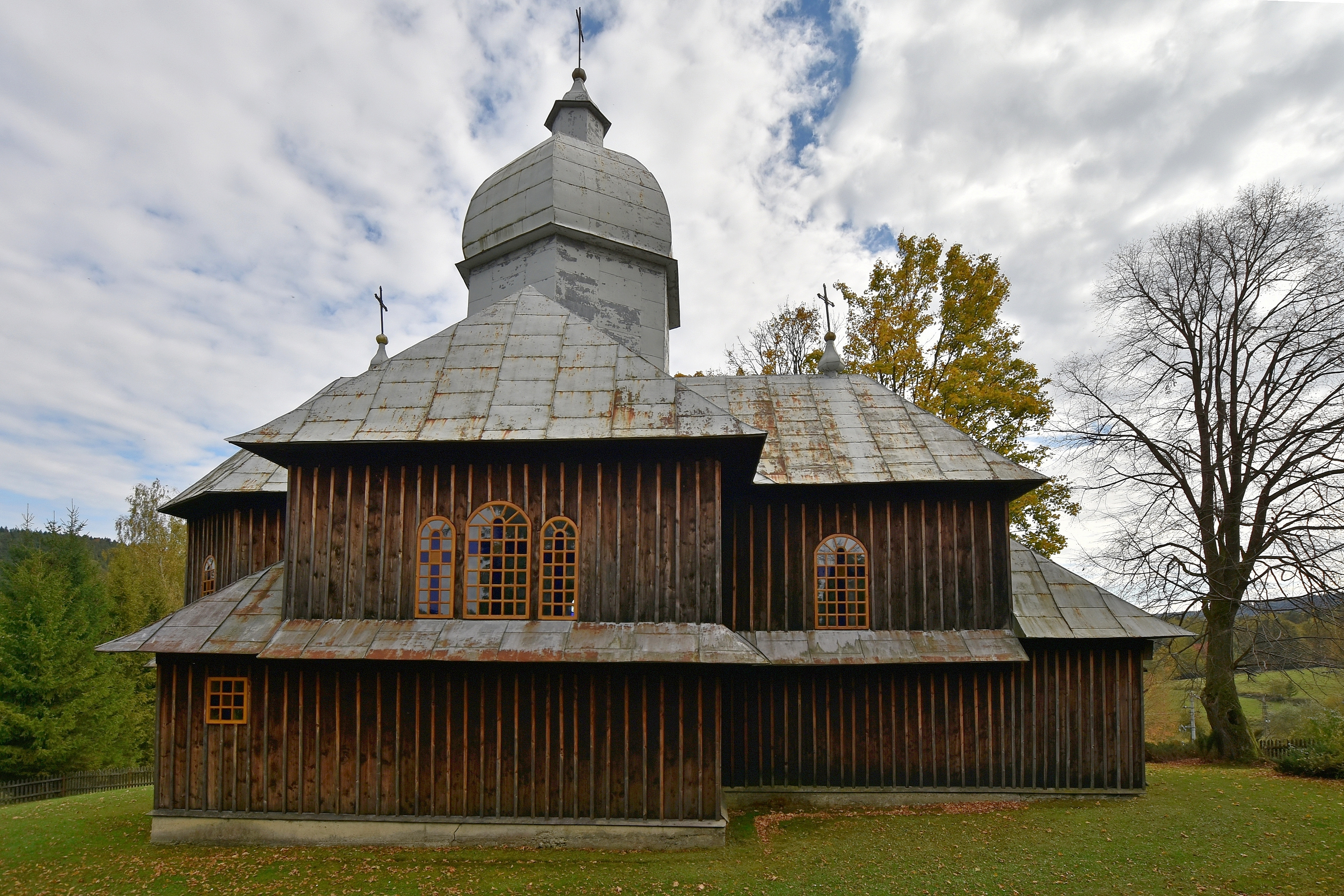
Elewacja boczna
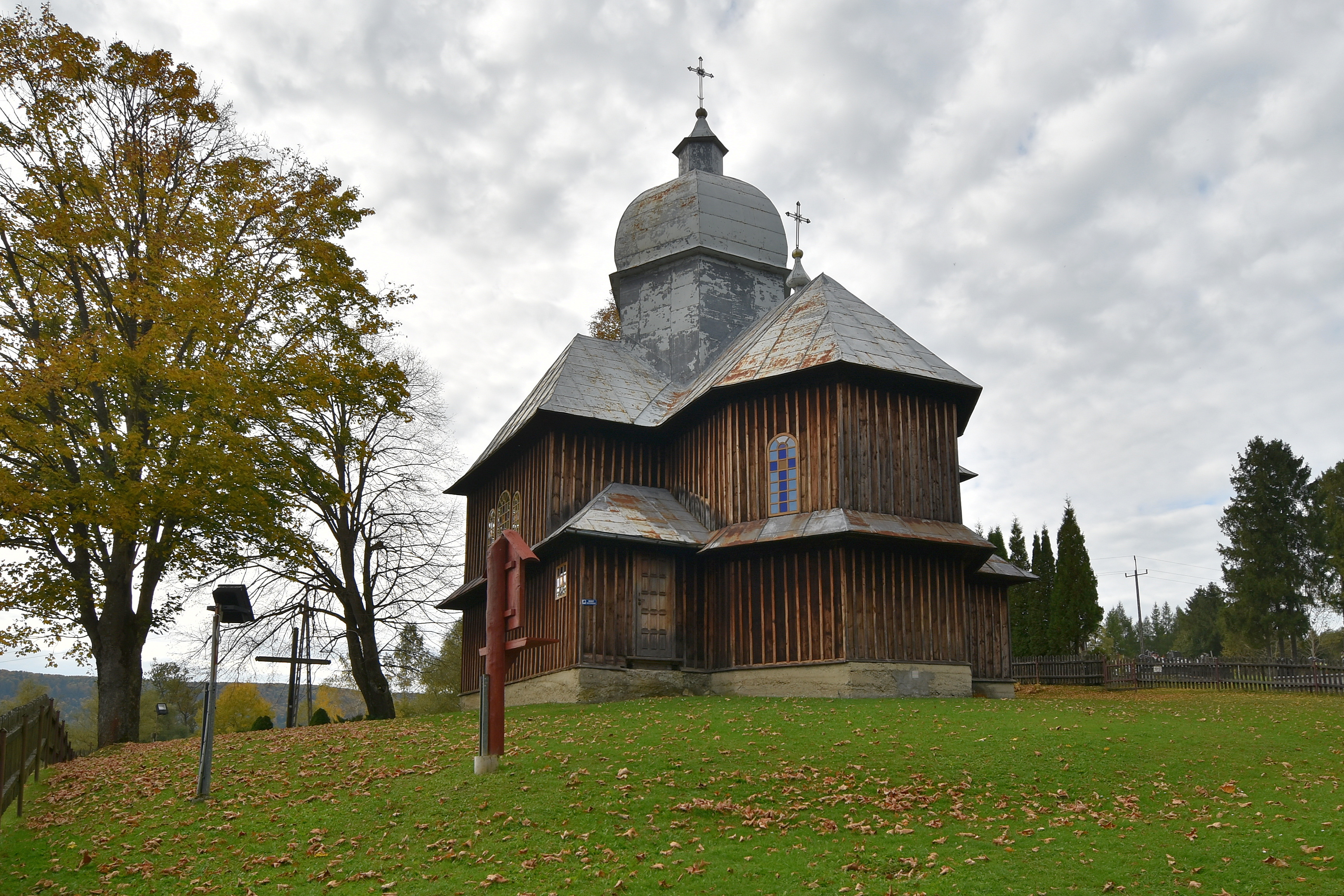
Widok od strony prezbiterium
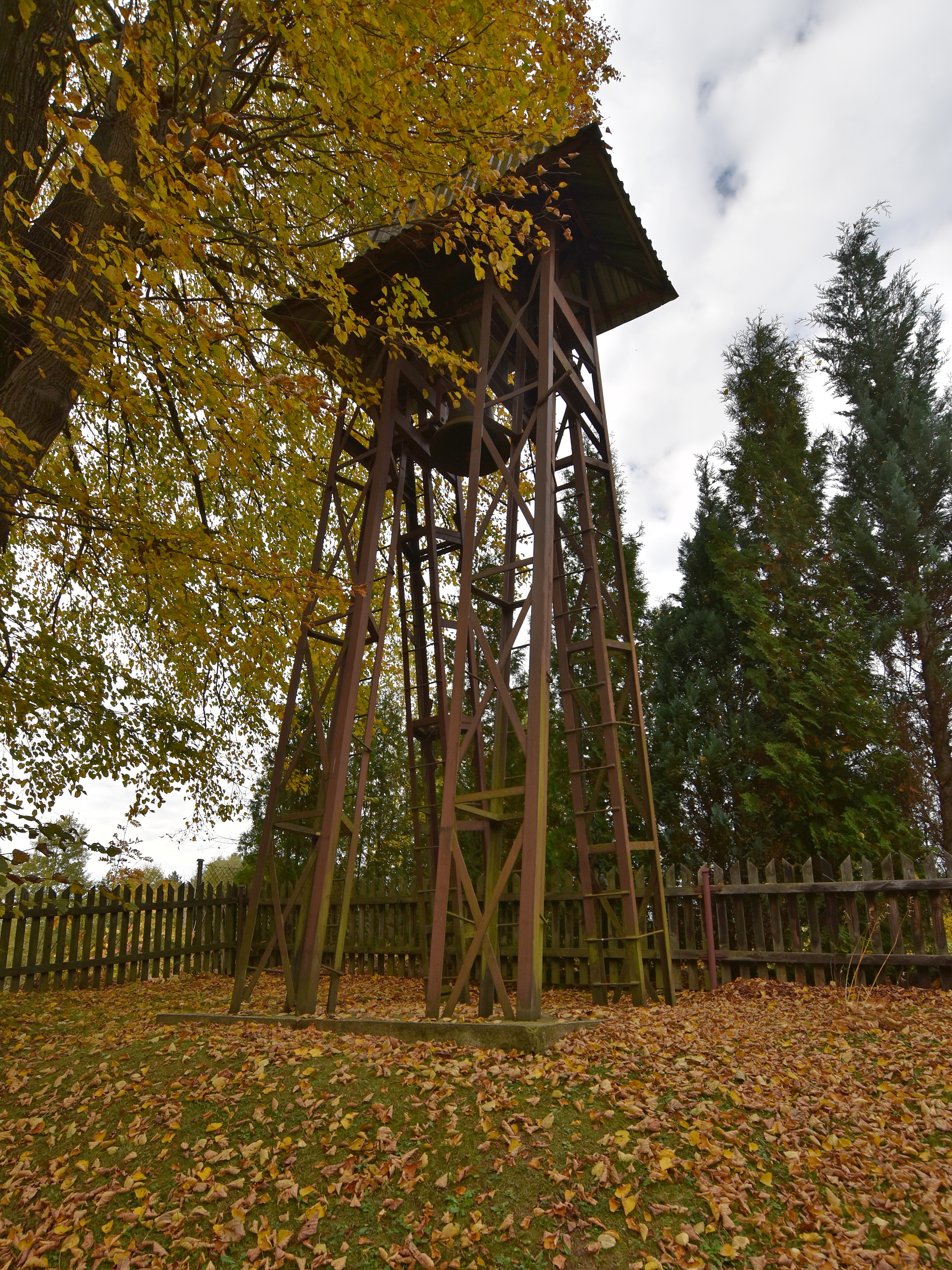
Dzwonnica

## Otoczenie
Powyżej świątyni znajduje się cerkiewny cmentarz z kilkoma starymi nagrobkami oraz grobami powojennych osadników.